# Budești (Maramureș)
Budești es una comuna ubicada en el distrito de Maramureș, Rumania.

## Superficie
Cuenta con una superficie de 85,26 kilómetros cuadrados.

## Demografía
Hasta 2021 la población era de 2894 habitantes, con una densidad de población de 33,94 habitantes por kilómetro cuadrado.